# Бабек
Бабе́к (перс. بابک خرمدین‎‎), также Баба́к Хоррамди́н, Папа́к (около 789—800, Билалабад, ныне в остане Ардебиль — январь 838, Самарра, ныне в Ираке) — руководитель восстания иранских хуррамитов против Арабского халифата с центром в Северо-Западном Иране, в провинции Азербайджан (к югу от Аракса, расположенном ныне на территории Иранского Азербайджана и юго-восточных регионов Азербайджанской Республики), охватившего также другие области Ирана и Закавказья.
Движение хуррамитов возникло в 809 году в талышских горах и вскоре перекинулось на весь Азербайджан, а также часть Аррана и Армении.
Согласно Масуди и «Фихристу» Ибн ан-Надима, власть Бабека, в пик его славы, распространялась на юге до Ардебиля и Маранда, на востоке — до Каспийского моря и города Шемаха в Ширване, на севере — до Муганской степи и берегов реки Аракс, а на западе до районов Джульфы, Нахичевана и Маранды.
Британский историк К. Э. Босуорт отмечает, что восстание Бабека показало прочность родовых иранских местных ощущений в Азербайджане. Иранский историк С. Нафиси считает Бабека борцом за свободу Ирана. 

## Молодость

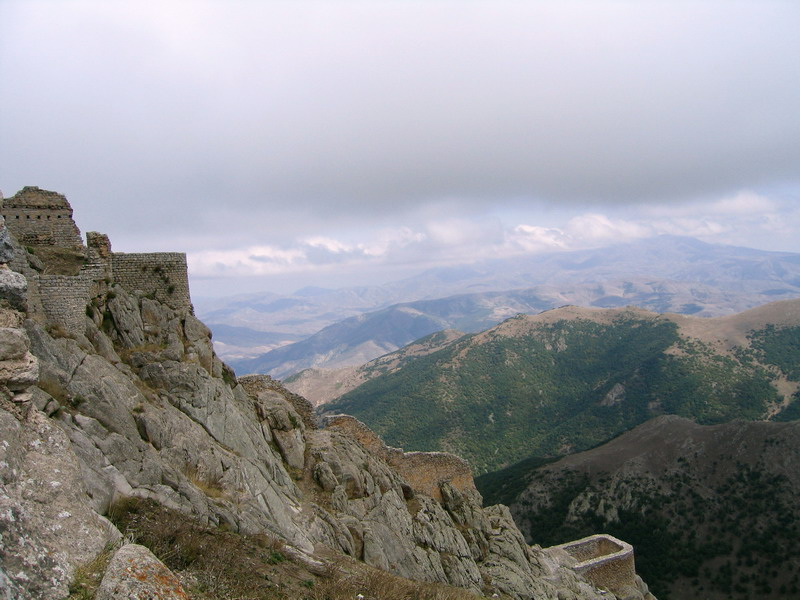
Вид на пейзаж из замка.

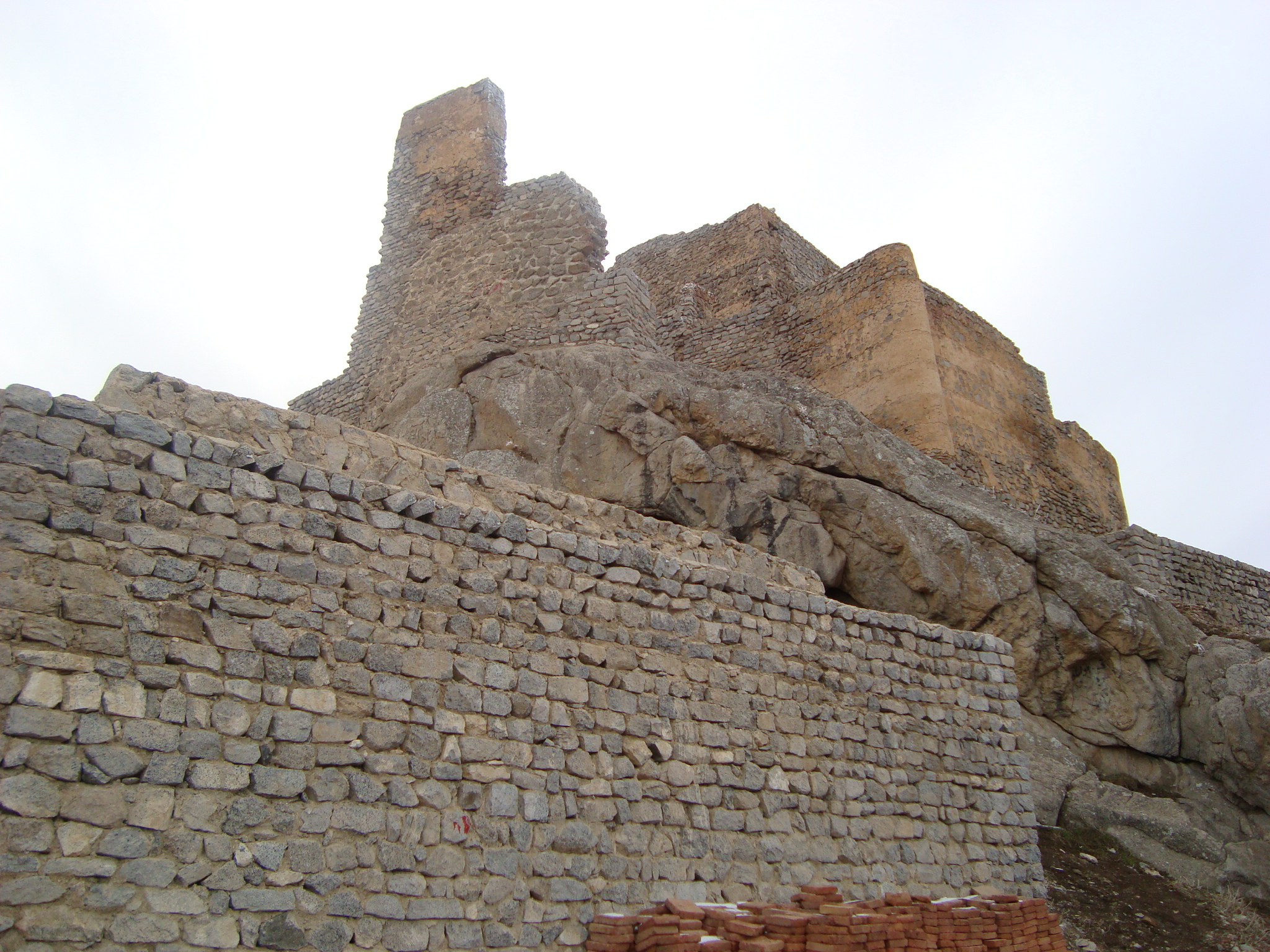
Крепость Бабека.

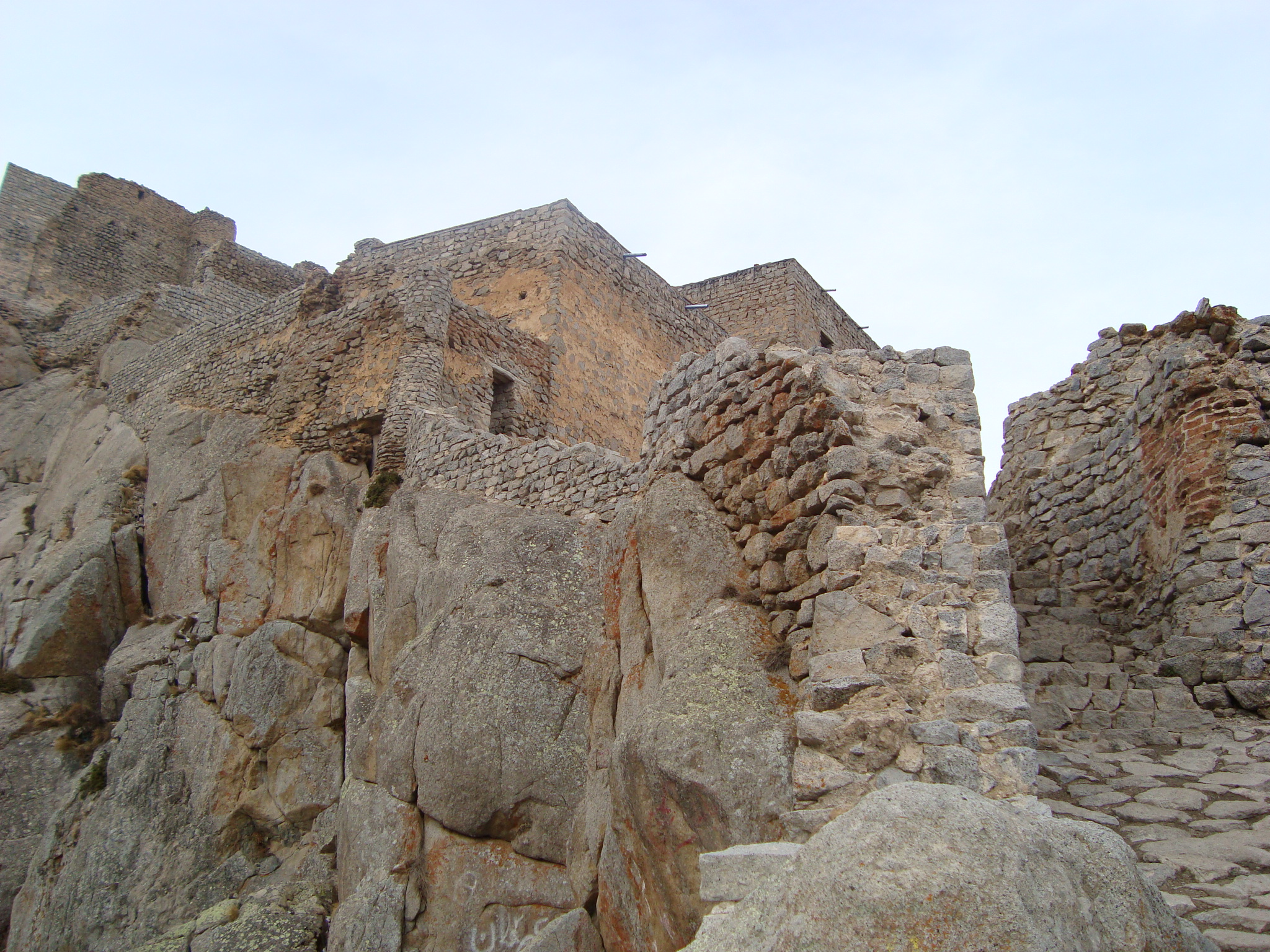
Крепость Бабека.

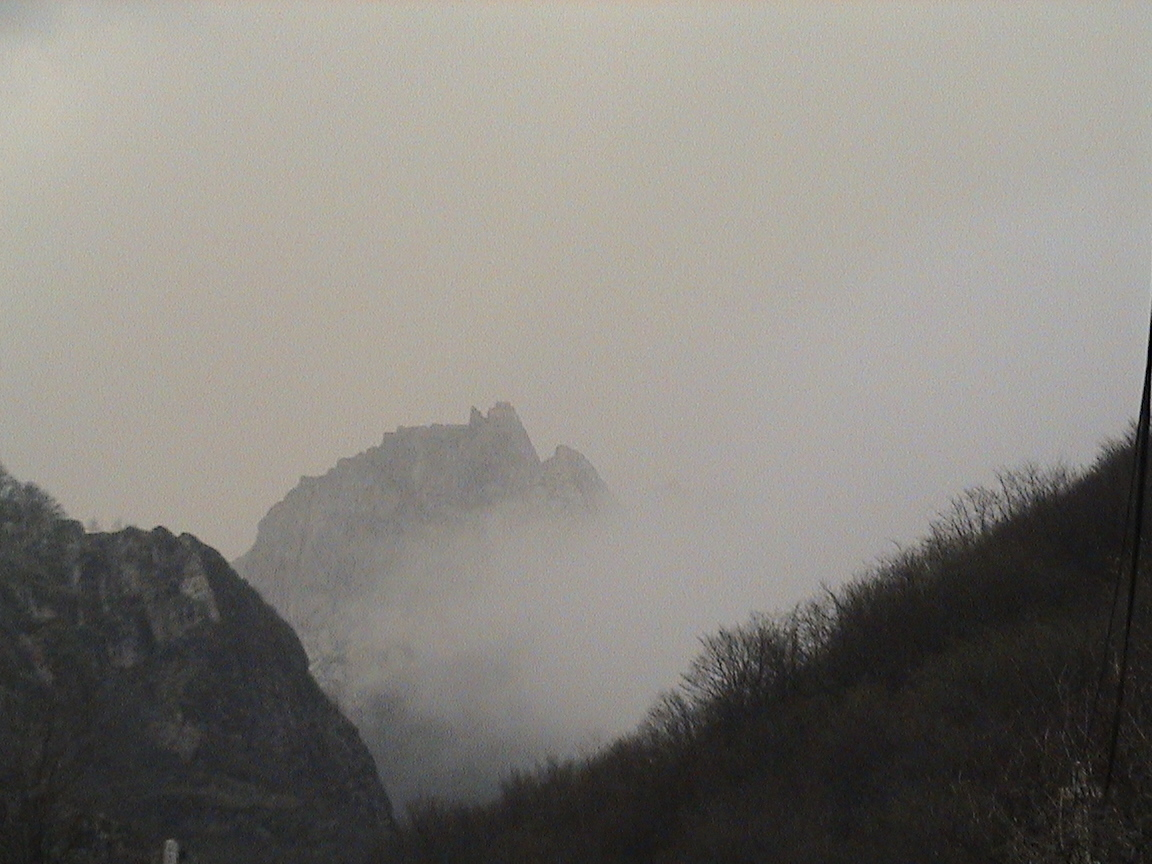
Замок можно было увидеть на пике между туманом.

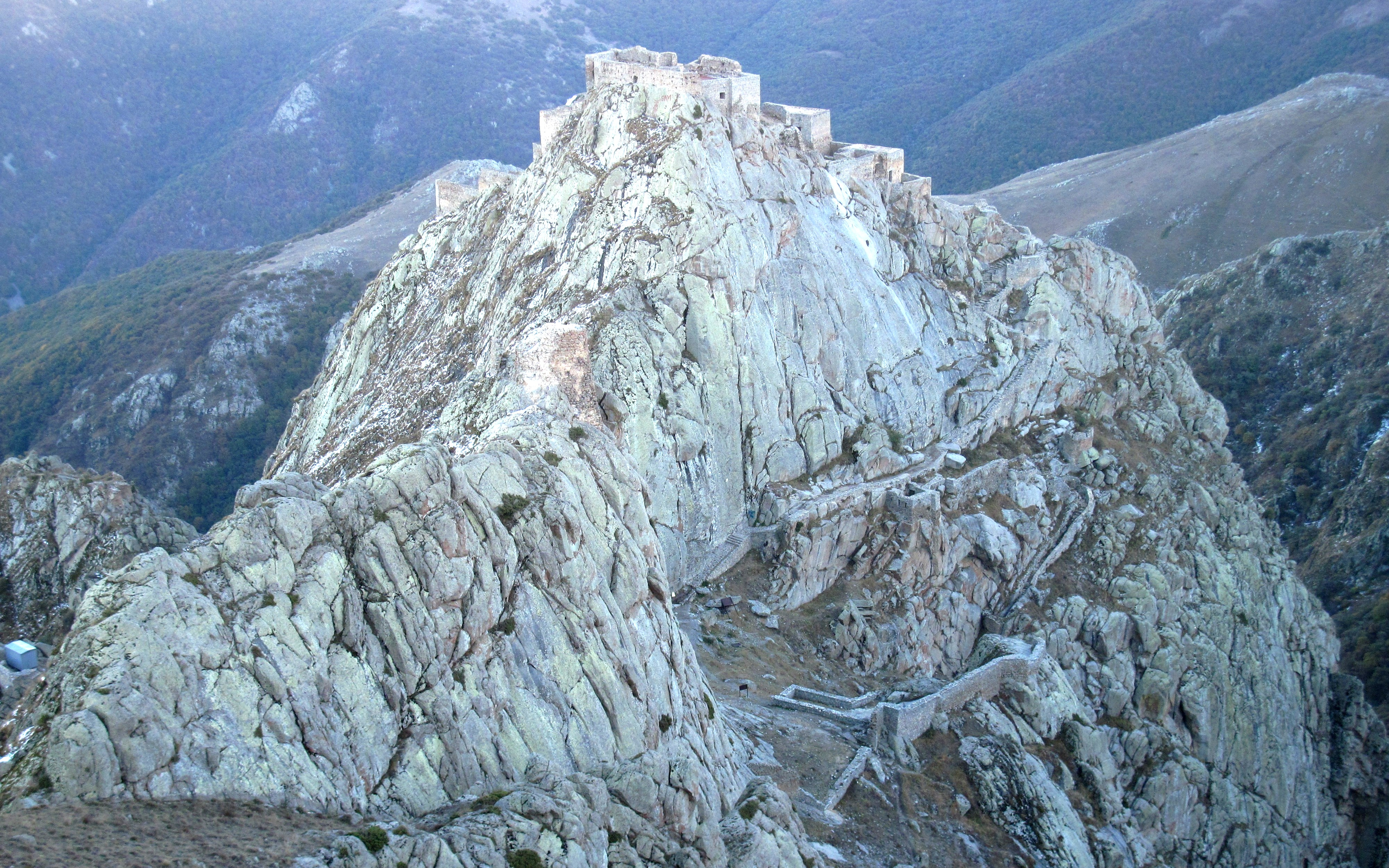
Замок из лагеря.

Бабек родился в Билалабаде, расположенном недалеко от города Артавилла, современный Ардебиль. Имя Бабек является арабизированным вариантом персидского Папак. Будучи, согласно Вардану Аревелци, «человеком персидского рода», Бабек происходил из ираноязычной провинции Арабского халифата Азербайджан (Адурбадаган, иначе Атропатена — нынешний Иранский Азербайджан), где говорили на особом, ныне вымершем, иранском языке — азери) .
Это имя используется всеми источниками, за исключением Масуди, согласно которому имя Бабека было Хасан. В 1941 году в Баку вышла брошюра З. И. Ямпольского «Восстание Бабека», где он, изображая Бабека народным героем, радикально переосмыслили его роль в истории, в которой впервые было приведено «настоящее имя» Бабека — Гасан. В современном издании Большой российской энциклопедии также указывается, что настоящее имя Бабека — Гасан.
Отец Бабека, мелкий торговец маслом вразнос, родом из Мадаина (бывший Ктесифон, столица Государства Сасанидов в Месопотамии), переселился в провинцию Азербайджан, где женился на женщине из деревни Балалабад.
Мухаммад ибн Исхак ибн Ан-Надима. Китаб аль-фихрист:
Его отец был разносчиком масла из жителей ал-Мадаина [Ктесифона]. Он переселился в Азербайджан и стал жить в селе по имени Билал Абад, в рустаке Маймад.
Бабек рано лишился отца, убитого разбойниками. В 10 лет он нанимается пастухом, затем погонщиком верблюдов в караване, что позволило ему познакомиться со многими странами, в 18 лет поступает учеником к оружейнику в Тебризе, и наконец возвращается в родную деревню.

## Начало восстания
Время молодости Бабека являлось временем подъёма иранских национальных чувств. В своём восстании против халифата Бабек опирался на местное оседлое население Азербайджана, говорящее в то время на ряде иранских языков, таких как азери и талышский. Свержение Омейядов и замена их Аббасидами, которые считались проиранской династией, поселило среди иранцев надежды на изменение положения к лучшему. Тем сильнее было разочарование, вызванное убийством по приказу халифа героя борьбы против Омейядов — хорасанца Абу Муслима. В такой ситуации усиливается влияние секты «одетых в красное» хуррамитов, боровшихся против власти Арабского халифата, феодальной эксплуатации и ислама. Инициатива освободительного движения народов, подвластных халифату, исходила из Аррана. Немалую роль в этом сыграли талыши. В их стране в талышских горах, в неприступной крепости Бадз (Базз), находилась главная штаб-квартирой «красных» хураммитов.

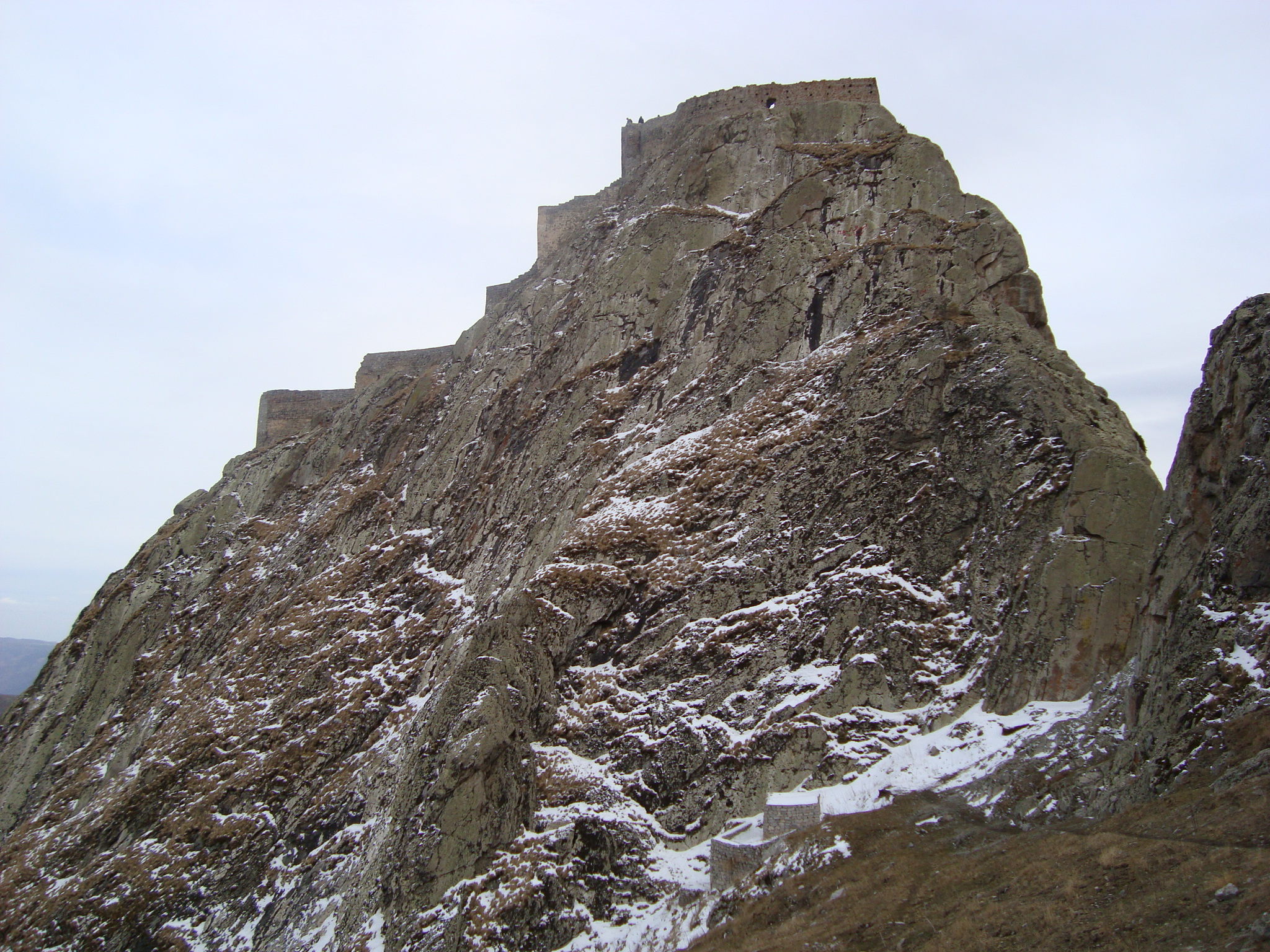
Одна из крепостей Бабека в наши дни. Расположена в 3 км к югу от Калейбара (Восточный Азербайджан, Иран)

Глава секты Джавидан сын Шахрана, случайно зайдя в хижину матери Бабека, приметил незаурядные способности молодого Бабека и взял его к себе. Бабек вошёл в ближайшее окружение Джавидана, имевшего своей резиденцией крепость Базз. После гибели Джавидана, Бабек женился на его вдове и был признан главой секты — воплощением божества. В этом качестве он возглавил повстанческое движение против арабов (816 год), объединив крестьян, ремесленников и мелких землевладельцев (дехканов и азатов).
После этого восстание распространяется на соседние области. Вскоре почти весь Азербайджан оказывается в руках хуррамитов. Отсюда восстание перекидывается в соседние иранские области — Джабиль и Хорасан.

## Успехи Бабека
В борьбе за престол халифата между сыновьями Харун ар-Рашида — Аль-Амином и Аль-Мамуном, мать которого была персиянкой, Багдад был захвачен в 813 году армией Мамуна и он стал халифом. Свою резиденцию аль-Мамун оставил в столице Хорасана Мерве, перебравшись в Багдад лишь в 819 году.
Для борьбы с Бабеком пять раз Мамун посылает войска, но военачальники терпят поражения.
В момент наивысшего могущества Бабек берёт под контроль не только весь Азербайджан, но и часть Хорасана; восстание перекинулось также на Фарс и Кухистан. Под контролем Бабека находилась и часть Армении и Аррана, от Двина и Барды. Количество сторонников достигало 300 тыс. чел.
Отвлечение арабов на войну с Византией и борьбу с восстанием в Египте (830—833) дало Бабеку некоторую передышку. Бабек спокойно закрепляет свои завоевания и заниматься внутренними делами. По ночам в Баззе слышатся звуки музыки и пения. Веселье здесь не кончается даже в тяжёлые для хуррамитов дни. В это время в поведении Бабека начинают проявляться высокомерие и деспотизм. Он преисполняется пренебрежения к силе арабского оружия, отказываясь от тактики партизанской войны.
Тогда же осложняются отношения Бабека с армянскими соседями. В начале 820-х гг. он вступил в союз с владетелем Сюника Васаком и помог ему изгнать арабов. Однако после смерти Васака, Бабек взял в жёны его дочь, попытавшись установить свой контроль над Сюником и Арцахом. Результатом стали восстания в этих землях, через которые Бабека несколько раз прошёл огнём и мечом. Армянский
историк Мовсес Каганкатваци описывает это так:

«После этого гавар Балк восстал против беззаконника Бабана. Он выступил из Персии, захватил и разорил [гавар], предавая мечу женщин и детей Балка. В следующем году оттуда Бабан перешёл в гавар Геларкуник, где также предал мечу жителей, приблизительно пятнадцать тысяч, а великий монастырь Макенацоц предал огню, так что там уцелела одна лишь водяная мельница и ничего больше. И было то в двести семьдесят шестом году армянского летосчисления. Спустя два года Бабан напал на Тавусин и разогнал [жителей гавара] около ста пятидесяти тысяч человек. В следующем году Бабан убил Ибрахима сына Лета. В том же году изменники по имени Давон и Шапуһ, [явившись] под предлогом любви и мира, убили мечом Степанноса, прозванного Абл Асадом, который привёл Бабана, разбившего балаканцев, и истребили мечом и копьём [жителей] гавара Бердзор и посёлков Урика — Карнакаша, Хакари и Тапата».

## Мутасим
В 833 году халиф Мамун умирает, оставив наследником престола своего брата Мутасима. После заключения мира с Византией халиф Мутасим бросает все силы на подавление восстания. Для этого он реорганизует армию и создаёт наёмное войско, в основном из тюрок. Великолепные воины, привыкшие к суровому образу жизни, тюрки сыграют основную роль в деле победы Мутасима над Бабеком. Столицу со своим тюркским окружением Мутасим переводит из Багдада в Самарру.
В сражении у Хамадана Бабек изменяет своим традиционным партизанским методам ведения войны и принимает бой в открытом поле. Естественно, плохо обученное крестьянское войско Бабека, не имеющее конницы, терпит сокрушительное поражение. Значительная часть войска Бабека гибнет, остальные спасаются бегством, многие бегут в пределы Византии. Бабек тоже спасается бегством и, достигнув Базза, начинает набирать новые войска.
Разгром под Хамаданом сильно подрывает авторитет Бабека — многие крестьяне теряют после этого веру в его божественное происхождение и начинают расходиться по домам. Мутасим приказывает одному из своих эмиров блокировать крепость и восстановить укреплённые пункты, в своё время разрушенные Бабеком. Несколько отрядов, высланных Бабеком за припасами, были наголову разбиты.

## Афшин
Для завершения компании халиф Мутасим объявляет новый набор войск и командование поручает одному из самых талантливых и энергичных полководцев Хайдару ибн Кавусу аль-Афшину. (Афшин — собственно, титул владетеля области Уструшана в Согдиане, каковым являлся Хайдар). Это был один из самых энергичных халифских полководцев, прославившийся в войне с Византией. Новый командующий с самого начала выбрал правильную тактику — тактику медленного затягивания петли вокруг Базза.
Весной 836 года Афшин вступает в Азербайджан. Двигаясь по горным, труднодоступным тропам, он, наконец, достигает входа в ущелье, ведущего к Баззу. Наученный поражением под Хамаданом, Бабек не решается на сражение в открытом поле и скрывается в крепости, довольствуясь редкими вылазками. Афшин, тоже будучи не уверенным в возможности успешного штурма неприступной крепости, выжидает, надеясь каким-либо путём «выманить» Бабека из крепости.
К концу зимы Мутасим посылает Афшину в подкрепление корпус в девять тысяч тюркских воинов. Положение Бабека сильно ухудшается. Он просит помощи у византийского императора Феофила. Получив письмо, Феофил начинает военные действия против Халифата. Однако Мутасим, несмотря на временные неудачи в войне с Византией, не отозвал ни одного воина из Азербайджана, а после успешного окончания войны против Византии потребовал от Афшина завершения порученного ему дела.
Войско Афшина штурмует крепость. Желая как-то выиграть время, Бабек просит «аман» — помилования, причём требует письменное подтверждение от самого халифа. Афшин даёт согласие на «аман» и посылает гонцов в столицу. Бабек тем временем, переодевшись купцом, бежит в сторону Аррана, надеясь оттуда добраться до Византии.
Афшин, узнав о бегстве Бабека, 26 августа 837 года вступает в крепость и приказывает снести её до основания. В крепости находят несметные богатства, которые Афшин в большинстве утаил от халифа и переправил к себе на родину.

## Арест
Бабек и несколько его соратников, среди которых его брат Абдаллах, мать и жена, пробираются через горы и леса в сторону Византии. На пути в Византию Бабек проходит через Армению. Как сообщает Ибн ал-Асир «И пошёл Бабек скитаться, скрываясь по горам Арминии».  И Бабек остановился в некоем месте во владениях Сахла б. Сунбата из армянских вельмож — на некоем водоеме (в арабских источниках Сахл ибн Смбат или Сахл ибн Сунбат ал-Армани), однако последний выдаёт его Афшину. Бебек переместился в Амарас, однако армяне продолжали борьбу против него. Армянские князья мотивировали его арест местью за разорение. Бабек был схвачен армянами во время устроенной Сахлом охоты посланным Афшином отрядом. Мовсес Каганкатваци с удовлетворением пишет:

«И в том же году тот же князь Сахли, сын Смбата, взял в плен истребляющего людей и опустошителя стран смутьяна Бабана, зверя кровожадного, и отдал его в руки амирмумина. А за услуги он получил от двора доброе вознаграждение: право царской властью управлять Арменией, Иверией и Алуанком».
От Афшина Сахл получил вознаграждение общей ценой в 1 млн дирхемов.

## Казнь

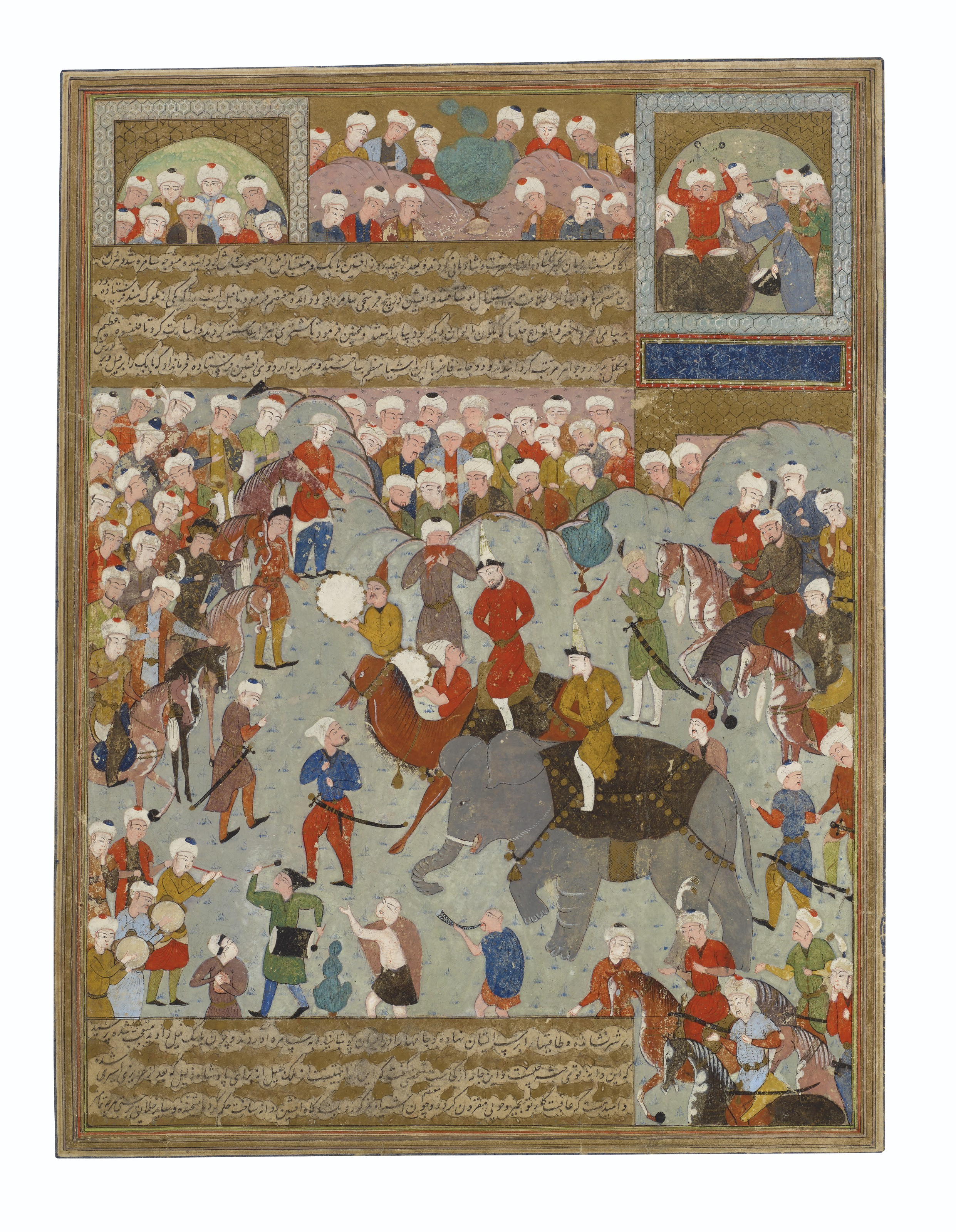
Бабека и Абдаллаха приводят в Самарру. Миниатюра XVI века.

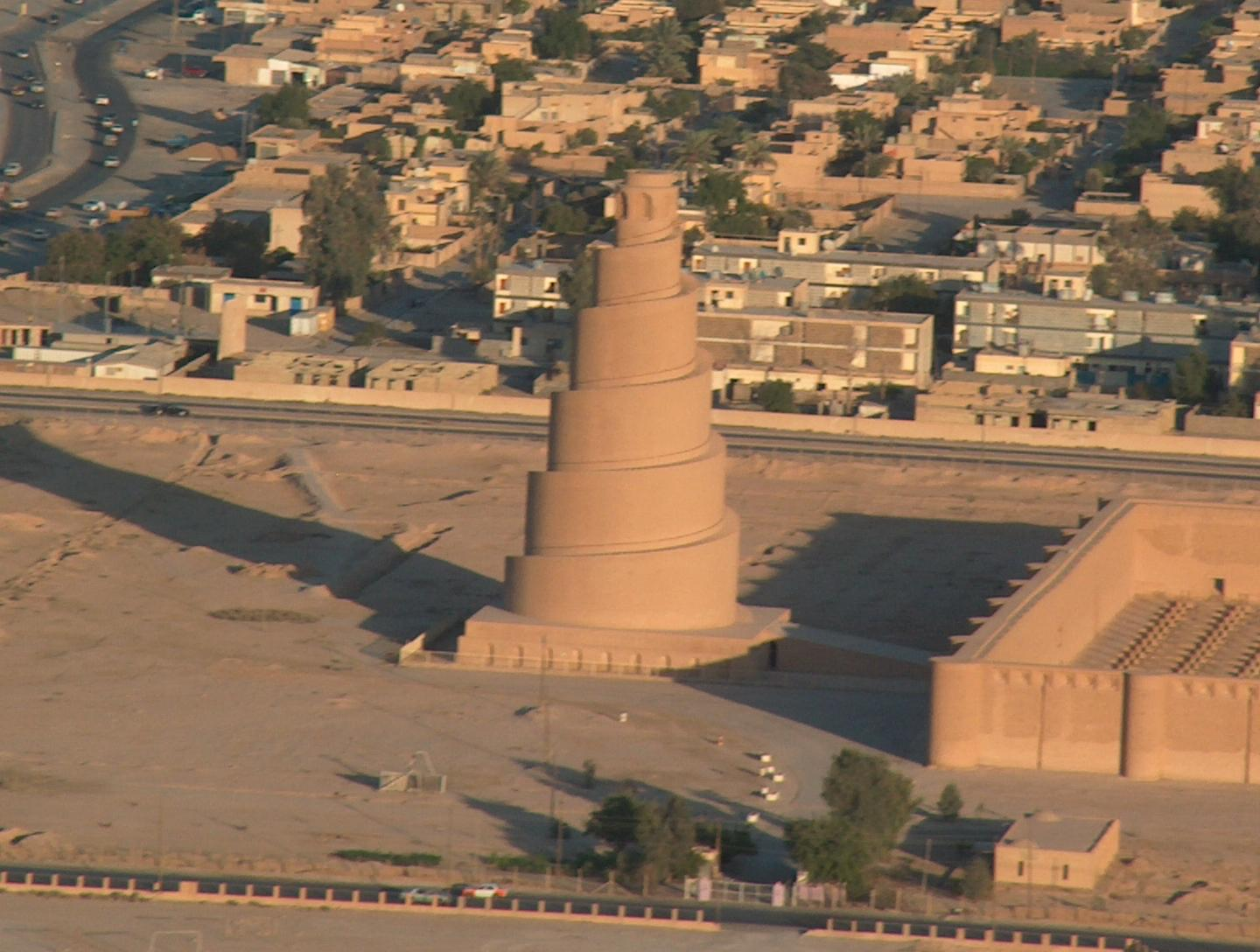
Город Самарра, где был казнён Бабек, в наши дни.

Пленных доставляют в столицу Халифата Самарру. Бабека и его брата одевают в царские одежды, обшитые жемчугами и драгоценными камнями. Бабека сажают на громадного серого слона, подаренного царём Индии, а Абдаллаха — на великолепную бактрийскую верблюдицу. На последнем участке пути до Самарры по обе стороны дороги располагаются конные отряды и пехота, одетые в праздничные одежды, с развёрнутыми знамёнами. Процессия, наконец, достигает дворца Халифа.
Как пишет М. Томара:

«Бесчисленные дворцовые постройки, составлявшие сами по себе целый город, были все украшены драгоценными коврами. Во дворе перед дворцом на золотых цепях были прикованы сотни львов. По залам дворца была расставлена личная гвардия халифа в драгоценном вооружении, затем семь тысяч белых рабов и семьсот высших придворных чинов. Стены были обвешаны десятью тысячами позолоченных панцирей и дорогим оружием. Пленников вслед за полководцем повели через знаменитую залу, где посредине мраморного бассейна стояло дерево с восемнадцатью ветками, сделанными целиком из золота; на нём сидели золотые птицы, у которых вместо глаз блестели драгоценные каменья. Наконец они вошли в тронный зал, убранный великолепными коврами исключительной редкости и ценности.
Мутасим восседал на троне. Перед ним была разостлана „кожа казней“ и стоял палач. Казни совершались по старому обычаю, на куске кожи в присутствии халифа. Когда подошёл Афшин, халиф посадил его вблизи себя на почётное место. Затем подвели к трону Бабека. У Бабека был палач по имени Нуднуд. В столицу Афшин привёз его вместе с другими пленными. Ему и поручил Мутасим казнь Бабека и его брата Абдаллаха.
С Бабека снимают одежду и раздевают догола. После этого палач отрубает ему правую руку и ударяет этой рукой несколько раз Бабека по лицу, то же делает с левой рукой. Затем палач отрубает ему обе ноги. Потом ему вспарывают живот и только после этого ему отрубают голову».

Туловище Бабека прибивают к кресту и выставляют на окраине Самарры. Это место носило название «Крест Бабека» даже после того, как город был заброшен. Голову Бабека выставили в Багдаде на главном мосту, а затем отправили в Хорасан для устрашения готовых к восстанию жителей.

## Судьба победителя Бабека
Полководец Афшин, победивший Бабека, находился на вершине славы. В его честь писали стихи лучшие поэты, от халифа он получил вознаграждение в два миллиона дирхемов. Но возвышение Афшина пугает халифа и его окружение, его обвиняют в тайных связях с Бабеком и в «сепаратизме» и идолопоклонстве (Афшин был перешедший в ислам зороастриец). Афшина судят, но казнить боятся из-за его большой популярности в народе и армии, и он умирает так называемой «естественной» смертью в тюрьме, от голода и жажды.

## Бабек — национальный герой Азербайджана

Памятник Бабеку в городе Худат (Азербайджан). Установлен в 2009 году

Начиная с 1940-х годов в Азербайджане Бабек считается национальным героем — борцом за «национальную свободу» азербайджанцев. Как отмечают Сергей Румянцев и Ильхам Аббасов, такая трактовка образа Бабека представляет собой результат идеологического мероприятия по конструированию «национального героя», хотя сам Бабек к азербайджанцам, идентичность которых определяется религией (ислам) и этничностью (тюркизм), не имеет никакого отношения. До конца 1930-х гг. не существовало утверждений, как-то соотносящих Бабека с современным Азербайджаном и азербайджанцами. Так, ещё в 1936 г. первый автор книги о Бабеке (в серии ЖЗЛ), известный востоковед Михаил Томара, описывает его (в духе времени) как вождя классового восстания, но при этом именно иранского; локализуя же место этого восстания, поясняет в примечании смысл хоронима: «Азербайджан. Провинция халифата, которая соответствует провинции современного Ирана того же названия. Азербайджанская ССР не входила в прежний Азербайджан». Однако, согласно В. Шнирельману, с конца 1930-х гг. начинается усиленная «азербайджанизация» исторических деятелей и государственных образований, существовавших на территории Азербайджана. По мнению ряда учёных, это происходило в контексте общей политики «советского национализма», которая заключалась, в частности, в изобретении «Великих Традиций» для советских республик (подробно см. Кампания по приданию Низами статуса национального азербайджанского поэта).

Памятник Бабеку в городе Бабек (Азербайджан)

Согласно С. Румянцеву и И. Аббасову, систематическое внедрение образа Бабека, как азербайджанского национального героя на всесоюзном масштабе, началось с работы З. И. Ямпольского (1941), где он писал о восстании:
Известно, например, что до последнего времени этот яркий момент истории Азербайджана, а, следовательно, неотъемлемая часть истории СССР, совершенно не отмечался в учебных пособиях. Только в последнее время этот пробел начинает заполняться
Виктор Шнирельман также отмечает, что в этой книге Ямпольский изображал Бабека народным героем; он с гордостью отмечал, что Бабек родился в Азербайджане, однако ни словом не упоминал, что тот говорил только по-персидски. Образ Бабека как азербайджанского национального героя начал усиленно эксплуатироваться пропагандой в связи с Великой Отечественной войной и советской оккупацией Иранского Азербайджана. Дальнейшее развитие этот образ получил в работе Буниятова «Азербайджан в VII—IX вв.», где из руководителя средневековой иранской религиозно-мистической секты, возглавившего партизанскую антиисламскую войну против арабов, Бабек трансформировался в национального или народного героя, великого азербайджанского полководца, немеркнущий в веках символ стремления азербайджанского народа к свободе. В 1958 году вышел первый том «Истории Азербайджана», где впервые было приведено «настоящее имя» Бабека — Гасан Бабек (согласно Масуди имя Бабека также было Гасан). Это происходило параллельно иранской историографии, также поднимавшей Бабека на щит как иранского национального героя. В 1990-е годы к «схватке за Бабека» присоединились курды и талыши, как отмечают Румянцев и Аббасов, с «дилетантской квазиисториографией», впрочем, согласно авторам, критерии отделения этих текстов от академических работ многих азербайджанских историков крайне противоречивы.
В Азербайджане Бабек не просто национальный герой, но и важное национальное достояние, такое же, как земля и недра. Бабеку установлены памятники во многих населённых пунктах, в его честь назван райцентр в Нахичеванской АР, его имя носит один из центральных проспектов Баку, его именем называют детей, его историю рассказывают как пример для подражания. Бабеку посвящён художественный фильм «Бабек», балет «Бабек» композитора Акшина Ализаде, а также два романа и три трагедии, включая трагедию Джафара Джаббарлы «Невеста огня» (1927).
В Иране, начиная с 1999 года, по инициативе известного иранского историка Мухаммеда Тахи Зехтаби азербайджанцы ежегодно 30 июня отмечают годовщину падения крепости Базз масштабными походами к ней, несмотря на противодействие официальных властей.

## Бабек — национальный герой иранского народа
Среди иранцев Бабек пользуется меньшей популярностью ввиду антиисламской направленности его борьбы. Однако, например, иранский историк Саид Нафиси в своей книге «Герой Азарбайджана — Бабек Хоррамдин» называет Бабека «одним из великих людей иранской земли», «одним из национальных героев Ирана, обеспечивших его бессмертие».